# Gunilla Hedlin
Gunilla Hedlin, född 11 september 1948 i Stockholm, är en svensk barnläkare och senior professor i barn- och ungdomsallergologi vid Karolinska Institutet.
Hon har skrivit, medverkat i och redigerat nio böcker om allergi. Åren 2008–2010 publicerade hon över 20 vetenskapliga artiklar, bland annat i tidskriften The Lancet. I PubMeds arkiv står Hedlin som författare eller medförfattare till nära hundra vetenskapliga publikationer. Hon är ett av elva assembly heads inom European Respiratory Society, en organisation med 10 000 lungläkare i 100 länder, med särskilt ansvar för barnläkarfrågor. Hedlin är expert på barn- och ungdomsallergi och har konsulterats av bland annat Socialstyrelsen vars vetenskapliga råd hon har varit medlem i.
Hon är sedan 1978 gift med Janerik Larsson, seniorkonsult på Prime PR, författare och tidigare vice VD på Svenskt Näringsliv.

## Biografi
Efter studenten vid Nikolai högre allmänna läroverk i Örebro studerade hon psykologi innan hon började läsa medicin. Hon avlade läkarexamen 1973 vid Göteborgs universitet och utbildade sig därefter till specialist i barnmedicin vid Sachsska barnsjukhuset i Stockholm.
Efter att ha arbetat som barnläkare ett antal år forskarutbildade sig Hedlin inom medicin. År 1984 disputerade hon vid Karolinska Institutet med avhandlingen "Effects of acute bronchial obstruction on respiratory and circulatory function in asthmatic children". Hon var därefter visiting professor vid Johns Hopkins University, USA. Efter sin vistelse i Amerika blev Hedlin sedermera överläkare på Astrid Lindgrens barnsjukhus och docent vid Karolinska Institutet. Hon blev i början av 2000-talet utsedd till verksamhetschef på Astrid Lindgrens barnsjukhus för runt 300 anställda - en tjänst som hon valde att lämna år 2008 efter att hon blivit adjungerad professor och ville kunna ägna mer tid åt att forska och träffa patienter. Hon är även föreståndare för klinisk forskning vid Centrum för allergiforskning.
I dag har Hedlin den patientnära kliniska forskningen som huvudintresse och specialitet. Hon ägnar sig framförallt åt forskning som rör astma hos barn, men har också intresserat sig för "tidig sensibilisering för sjukdomsutveckling och immunmodulerande behandling".
Vid sidan av sin akademiska gärning har Hedlin även figurerat i massmedia vid ett flertal tillfällen, ofta inbjuden eller intervjuad i egenskap av allergiexpert. Bland annat har hon varnat för att utföra experiment hemma för att testa allergier och för de livshotande riskerna som alltför höga gränsvärden för utsläpp av luftförorenande partiklar leder till. Hon har även konsulterats om andningsproblem vid fysisk aktivitet, allergiproblem vid restaurangbesök, allergivaccin för vuxna, ökad patientinformation och pollenallergi.